# KoalaPad

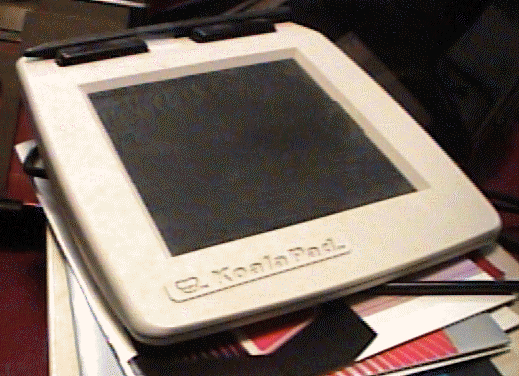
KoalaPad para Apple II.

O KoalaPad foi um tablete gráfico produzido a partir de 1984 pela companhia norte-americana Koala Technologies para vários computadores domésticos de 8 bits, incluindo o Apple II, TRS-80 Color Computer, Atari e Commodore 64, bem como o IBM PC.
Projetado originalmente pelo Dr. David Thornburg como uma ferramenta de desenho eletrônico de baixo custo para escolas, o Koala Pad e seu programa de desenho KoalaPainter, tornou-se também muito popular entre os usuários domésticos (o KoalaPainter era chamado de KoalaPaint em algumas versões para o Apple II e PC Design para o IBM PC). Um programa chamado Graphics Exhibitor foi incluído para criar apresentações de slides a partir dos desenhos feitos no KoalaPainter.